# Georg Dhom
Georg Dhom (* 16. Mai 1922 in Bad Endorf; † 7. November 2014 in Homburg) war ein deutscher Pathologe.

## Leben
Nach dem Medizinstudium (1939–1945) im Wehrdienst in Berlin war er von 1945 bis 1946 Assistent im Regensburger Lazarett. Nach der Habilitation 1954 und der Ernennung zum Oberarzt wurde er 1960 außerplanmäßiger Professor in Würzburg. 1965 folgte er dem Ruf auf den Pathologielehrstuhl in Homburg. 1971 wurde er Mitglied der Deutschen Akademie der Naturforscher Leopoldina. 1987 erfolgte seine Emeritierung.

## Schriften (Auswahl)
- Morphologische, quantitative und histochemische Studien zur Funktion der Hiluszellen des Ovars. Stuttgart 1954. OCLC 315484719.
- Die Nebennierenrinde im Kindesalter. Orthologie und Pathologie. Berlin 1965. OCLC 958575347.
- Aufgaben und Ziele einer Krebsforschung am Menschen. Vorgetragen in der Plenarsitzung am 16. Februar 1979. Wiesbaden 1979, ISBN 3-515-03247-9.
- Geschichte der Histopathologie. Springer, Berlin 2001, ISBN 3-540-67490-X.